# Austrocidaria similata
Austrocidaria similata är en fjärilsart som först beskrevs av Walker 1862b.  Austrocidaria similata ingår i släktet Austrocidaria och familjen mätare. Inga underarter finns listade i Catalogue of Life.

## Bildgalleri

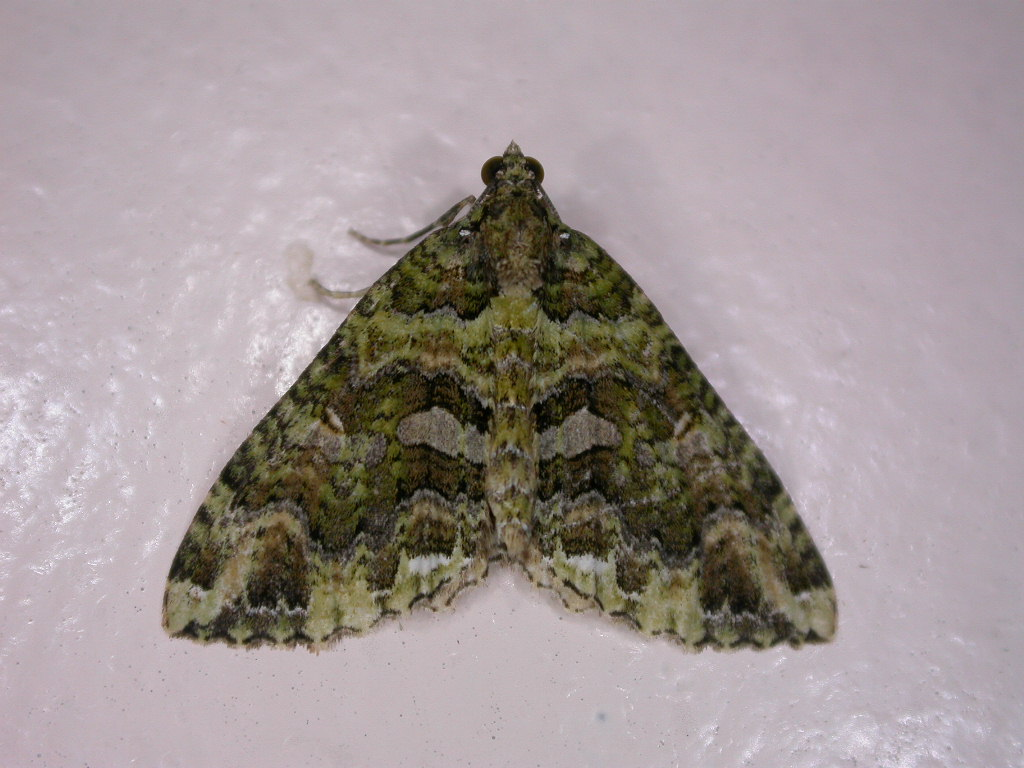